# Волос (футбольний клуб)
Новий футбольний клуб «Волос» (грец. Βόλος Νέος Ποδοσφαιρικός Σύλλογος) — грецький футбольний клуб з Волоса, міста у Греції. Домашні матчі команда проводить на Міському стадіоні Неаполя, що вміщає 2 500 глядачів.

## Історія
У квітні 2017 року стало відомо про плани створення нового футбольного клубу у Волосі. Зрештою, після переговорів було придбано клуб «Підна Кітрос» з села Кітрос, розташованої в Пієрії. Він був включений в структуру новоствореного «Волоса», презентація якого відбулася 2 червня того ж року. 
«Волос» зайняв місце «Підни Кітрос» в Гама Етнікі (третій рівень в системі футбольних ліг Греції). Клуб відразу ж розпочав активну трансферну політику і запросив на посаду головного тренера іспанського фахівця Хуана Феррандо. «Волос» зайняв перше місце в групі 4 Гами Етнікі, з 24 матчів вигравши 20 і програвши лише один раз. Він впевнено випередив у турнірній таблиці інші команди з Волоса: «Нікі Волос» і «Олімпіакос». Потім у турнірі за вихід у Футбольну лігу «Волос» впевнено зайняв друге місце в своїй групі, яке дало право на просування, поступившись лише «Іраклісу».
У першому своєму сезоні у другій за значимістю лізі Греції «Волос» вийшов у лідери до дев'ятого туру і за його підсумками став переможцем, отримавши шанс вперше в історії вийти до вищого дивізіону країни.